# هانك وركمان
هانك وركمان (بالإنجليزية: Hank Workman)‏ هو لاعب كرة قاعدة أمريكي، ولد في 5 فبراير 1926 في لوس أنجلوس في الولايات المتحدة.

## وصلات خارجية
- هانك وركمان على موقع دوري كرة القاعدة الرئيسي (الإنجليزية)
- هانك وركمان على موقعبيزبول رفرنس.كوم (الدوري الرئيسي) (الإنجليزية)
- هانك وركمان على موقعبيزبول رفرنس.كوم (الدوري الثانوي) (الإنجليزية)